# Kyocera

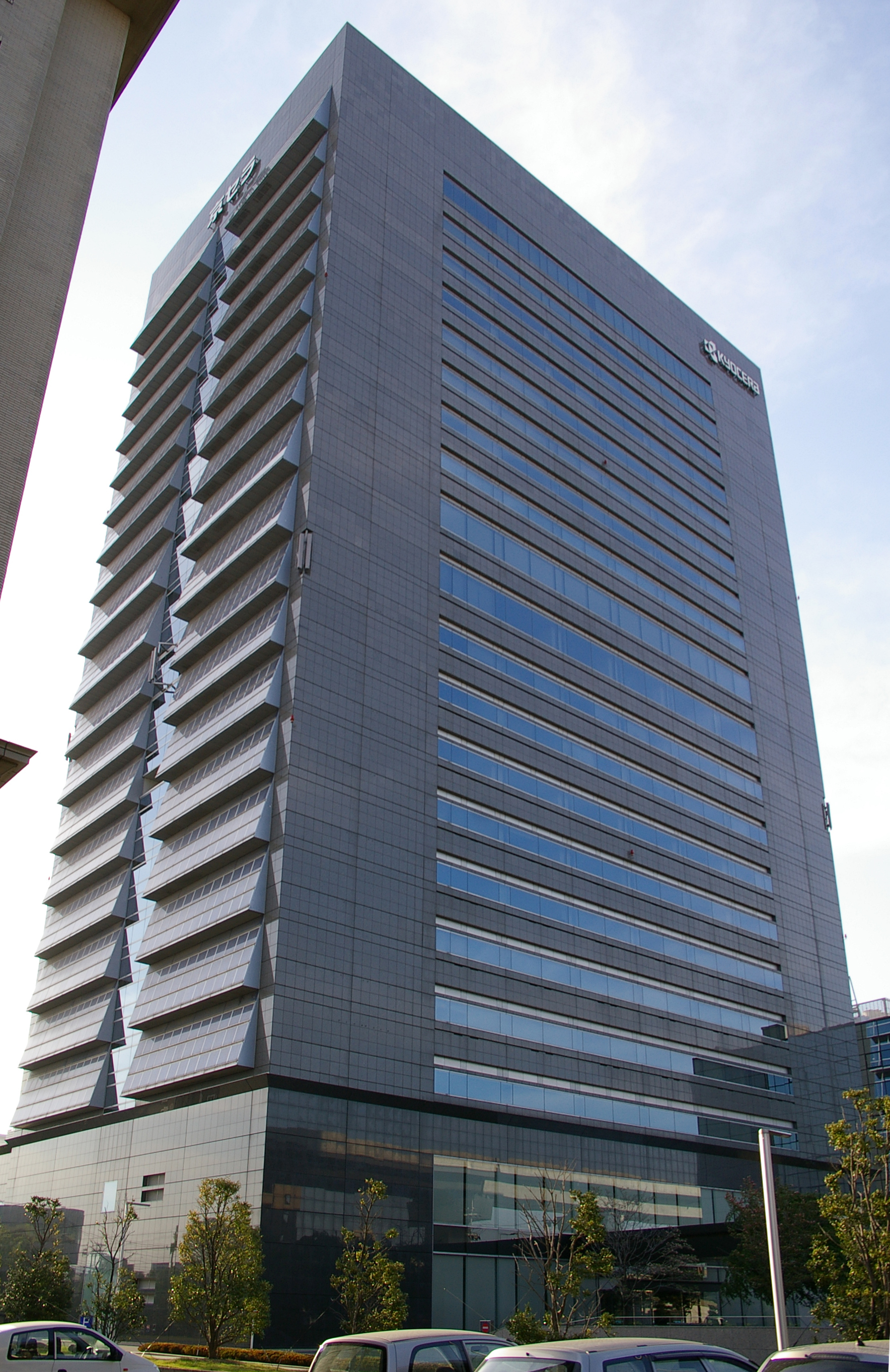
Oficina central de Kyocera en Fushimi-ku, Kioto, Japón.

Kyocera Corporation (京セラ株式会社 Kyōsera Kabushiki-gaisha?) (TYO: 6971, NYSE: KYO) es una compañía japonesa con sede en Kioto, Japón. La compañía fue fundada en 1959 por Kazuo Inamori. Manufactura dispositivos cerámicos y de impresión, así como también una amplia gama de productos para procesamiento de imágenes. 

## Historia
Originalmente llamada Kyoto Ceramic Co., Ltd. (京都セラミツク株式会社 Kyōto Seramikku Kabushiki-gaisha?), Kyocera es fundada con una inversión de 3 millones de yenes por Kazuo Inamori y un grupo de sus excolaboradores de Industrias Shofu. Inicialmente avocada a la fabricación de materiales cerámicos para el recubrimiento de tubos de rayos catódicos para televisores, el primer contrato importante de la compañía es Matsushita Electronics Industries (la futura Panasonic).
En los siguientes años, la compañía se abre al mercado estadounidense y consigue tratos con Fairchild Semiconductors e IBM, posicionándose dentro de la industria de los semiconductores en Estados Unidos. Su producción se diversificará más tarde a paneles fotovoltaicos, herramientas de corte y biocerámicas.
Kyocera adquirió la empresa Yashica Camera Company Ltd. en octubre de 1983, junto con el contrato que tenía Yashica con Carl Zeiss, fabricando una cámaras digitales y películas de alta calidad bajo las marcas comerciales Yashica y Contax, hasta que Kyocera abandonó este tipo de producción en el 2005.
En enero[cita requerida] del año 2000, Kyocera compró al fabricante de fotocopiadoras Mita Industrial, cambiando de nombre a Kyocera Mita Corporation y posteriormente a Kyocera Document Solutions Corporation. Un mes más tarde, Kyocera adquirió las operaciones CDMA de teléfonos móviles de Qualcomm bajo la filial Kyocera Wireless Corp.
En los años 80, Kyocera comercializó componentes de audio tales como reproductores de CD, receptores de radio, tocadiscos, y magnetófonos de casete. Estos presentaban tecnología exclusiva, incluyendo las plataformas cerámicas de Kyocera, que son buscadas por coleccionistas hoy en día[cita requerida].
La singularidad de esta compañía yace en su estructura organizacional, la cual fue ideada por su fundador Kazuo Inamori y más tarde se hizo conocida en todo el mundo. La compañía está conformada por varios centros de usufructo, los cuales se manejan por sí mismos y tienen su propia planificación y responsabilidades. Toman parte en la generación de sus propios dividendos. De esa manera cada división se interesa en la constante mejora (disminución de costes) y desarrollo de sus líneas de producción. Estas unidades tienen permitido competir entre sí[cita requerida].

## Productos
Teléfonos móviles:
- CDMA
  - 1100 Series - 1135, 1155
  - 2100 Series - 2119, 2135
  - 2200 Series - 2235, 2255
  - 2300 Series - 2325, 2345
  - 3200 Series - 3225, 3245, 3250
  - 5100 Series - 5135

- 7135 Teléfono inteligente

- Aktiv K480

- Energi

- E4000

- K490/K493/K494

- K404

- K9

- K10

- KE413/KE414 (Phantom)

- KE424c/KX424 (Blade)

- KE433/K7 (Rave)

- Koi KX2

- KX414 (Phantom)

- KX433/KX434 (Rave)

- KX440/KX444

- QCP-2035

- QCP-3035

- QCP-6035

- S14 (Opal)

- SE47/SE44/V5 (Slider)

- SoHo KX1

Procesamiento digital de imágenes:
- Kyocera SL400R
- Contax i4R
- Contax TVS Digital
- Contax SL300R T*
- Contax U4R

35mm (bajo la marca Yashica)

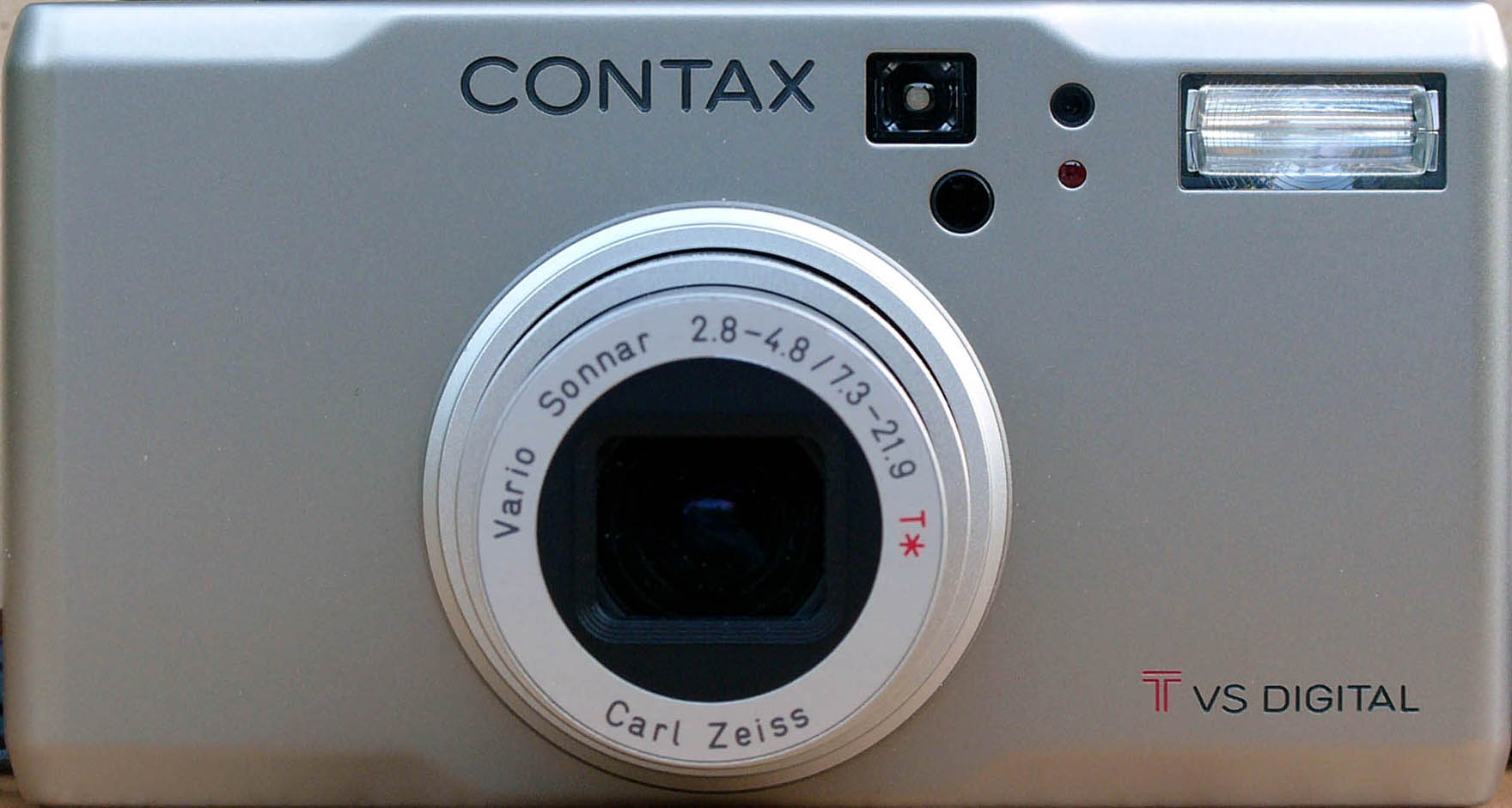
CONTAX TVS Digital con Zeiss Vario Sonnar 2.8-4.8.

Yashica 35mm SLR cámaras (1976-2000): 
- FX-1
- FX-2
- FX-3
- FX-3 Super
- FX-3 Super 2000
- FX-D
- FX-103
- FR
- FR-I
- FR-II
- 107MP
- 108MP
- 109MP
- 200AF
- 210AF
- 230AF
- 270AF/230 Super
- 300AF

La cámara Yashica T4 Super 35mm "point and shoot" (actualmente remplazada por la nueva "Kyocera T4 zoom"), con lentes Zeiss T*. 
35mm (con la marca Contax)
Contax G2 autofocus 35mm SLR
Formato mediano
Contax 645